# Орел рибар
Орелът рибар (Pandion haliaetus) е дневна граблива птица, от семейство Орли рибари (Pandionidae), срещаща се и в България.

## Общи сведения
- Дължина на тялото – 55 – 60 cm
- Размах на крилете – 150 – 170 cm
- Тегло – 1,3 – 2 kg
- Полов диморфизъм – слабо изразен. Женската е по-едра и има по-големи и ясно изразени тъмни петна по гърдите.
- Характеристики – долната част на тялото е светло оцветена към бяла, горната – в тъмно. На гърдите обикновено има кафява лента, която е по-слабо изразена при мъжките животни, отколкото при женските. През първите няколко месеца младите птици се разпознават по-оранжевите си очи, които обикновено изглеждат жълтеникави при по-старите животни.
- Полет – бавен, с тежки махове и планирания. Във въздуха орелът рибар може да се познае доста добре поради дългите си и тесни крила, които наподобяват лъкове във въздуха.
- Краката са осеяни с шишчета по стъпалната част, а ноктите са много дълги, извити и заострени, добре приспособени за улавяне на хлъзгава плячка като рибата.
- Продължителност на живота – 24 години на свобода.

## Разпространение и местообитание
В Европа (включително България), Африка, Северна Америка, Австралия, Океания и Азия. В миналото често срещана и широко разпространена птица в Европа. Среща се в североизточните части на някои райони на Средиземноморието. Обитават райони с бистра вода и наличие на достатъчно количество риба. Ловуват в езера, реки или понякога морски крайбрежия. Много са чувствителни към човешко присъствие и притеснения.
По-северните популации на вида са мигриращи. По-голяма част от европейската популация зимува в Западна Африка.

## Подвидове
- P. h. carolinensis
- P. h. cristatus
- P. h. haliaetus
- P. h. ridgwayi

## Начин на живот и хранене
Високо специализирана в избора си на плячка птица. Храни се предимно с риба, но все пак малък дял имат и дребните бозайници, патици, жаби, водни змии, костенурки, ракообразни и охлюви. Докато ловува, лети на около 50 m височина над водата. Когато забележи плячка, се спуска с полусвити криле, като прави понякога леки корекции в посоката с малки движения на крилете и тялото. Когато доближи водната повърхност, изнася краката си напред и се потапя с удар във водата сред облак от водни пръски. Спира за момент с разперени криле, за да спре плячката да мърда, и излита от водата със силни махове на крилете си. Може да вдигне и отнесе риба до 2 kg – почти колкото собственото тегло. Понягога хваща прекалено големи и тежки риби, които няма сила да отнесе и които изоставя след неколкократни опити.

## Размножаване
- Моногамни птици.
- Гнездо – обикновено по високи дървета, осигуряващи добър поглед върху ловния район. В тропиците – понякога и по скални корнизи и дори на земята директно, в тези случаи са описани и образували се не много плътни колонии. Гнездото е подобно на това на другите ястребови птици, обикновено се връщат всяка година в старото гнездо и го ремонтират.
- Яйца – 2 до 4 броя, напръскани нагъсто със сливащи се тъмнокафяви петна, което им придава вид на оваляни в кал. Дължината на яйцето е 62 mm.
- Мътене – извършва се и от двамата родители, но женската прекарва в мътене повече време и мъжкият я храни понякога, като често подава храната във въздуха. Отстрани подаването прилича на въздушна битка. Мътенето трае 38 – 41 дни.
- Отглеждане на малките – първите 6 седмици ги храни майката, поставяйки парчета храна пред човките им. След това родителите просто оставят плячката в гнездото. Напускат гнездото на около 50 до 54-дневна възраст. След като напуснат гнездото, малките биват хранени още дълго от родителите си, докато се научат да ловуват самостоятелно и достатъчно ефикасно, за да си набавят сами храна.
- Отглежда едно люпило годишно.

По време на размножителния период ухажването включва фигури от висшата въздушна акробатика и пикирания.

## Природозащитен статут
- Червен списък на световнозастрашените видове (IUCN Red List) - Незастрашен (Least Concern LC)[3]
- Директива за птиците на ЕС – Приложение 1[4]

На територията на България е изключително рядък и защитен от закона вид.